# Badajoz (Nueva Cartago y Costa Rica)
Badajoz fue una antigua población de la Provincia de Nueva Cartago y Costa Rica, llegando a ser capital de la Veragua Real, situada en la margen derecha del río Sixaola, en territorios hoy pertenecientes a la República de Panamá.

## Historia

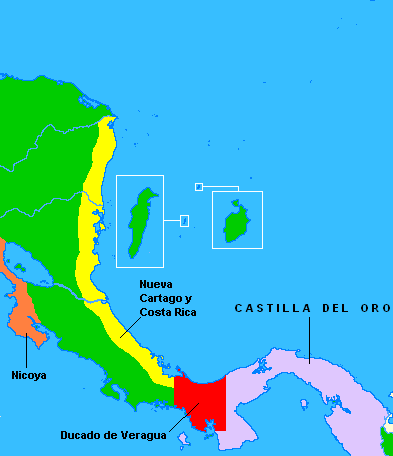
La gobernación de Veragua Real (en AMARILLO) y el litoral pacífico de Castilla de Oro occidental (en VERDE) —los unieron en 1540 para conformar la provincia de Nueva Cartago y Costa Rica— siendo aquel un territorio que desde 1537 estaba separado por el nuevo Ducado de Veragua (en ROJO) con la Castilla del Oro de Tierra Firme u oriental (en LILA). También figura la tenencia de gobierno de Bruselas con la península de Nicoya (en NARANJA) de 1524 a 1542, que hasta 1529 había pertenecido a Castilla del Oro y luego a la gobernación de Nicaragua.

Fue fundada en abril de 1540 por el conquistador Hernán Sánchez de Badajoz, nombrado por la Real Audiencia de Panamá en 1539 como Gobernador y Adelantado de Costa Rica. 
Al puerto en la boca del río se le dio el nombre de Puerto de San Marcos. La población solamente duró unos meses y debió ser abandonada debido a la llegada de Rodrigo de Contreras, gobernador de Nicaragua, quien no tenía autoridad en esa región pero atacó y encarceló a Sánchez de Badajoz y destruyó toda su obra colonizadora, apoderándose de sus bienes y luego de haber cometido graves crueldades con sus soldados y con los indígenas de la región, la abandonó.
Para entonces, la Veragua Real había desaparecido oficialmente como circunscripción, ya que en 1540 su territorio fue unido por la Corona con otros territorios de la vertiente del Pacífico hasta entonces pertenecientes a Castilla de Oro, para crear con ambos la provincia de Nueva Cartago y Costa Rica.
Fue bautizada con el nombre de Badajoz, haciendo alusión a la ciudad española de su mismo nombre, de donde Hernán era natural.